# Druhý námořní lord

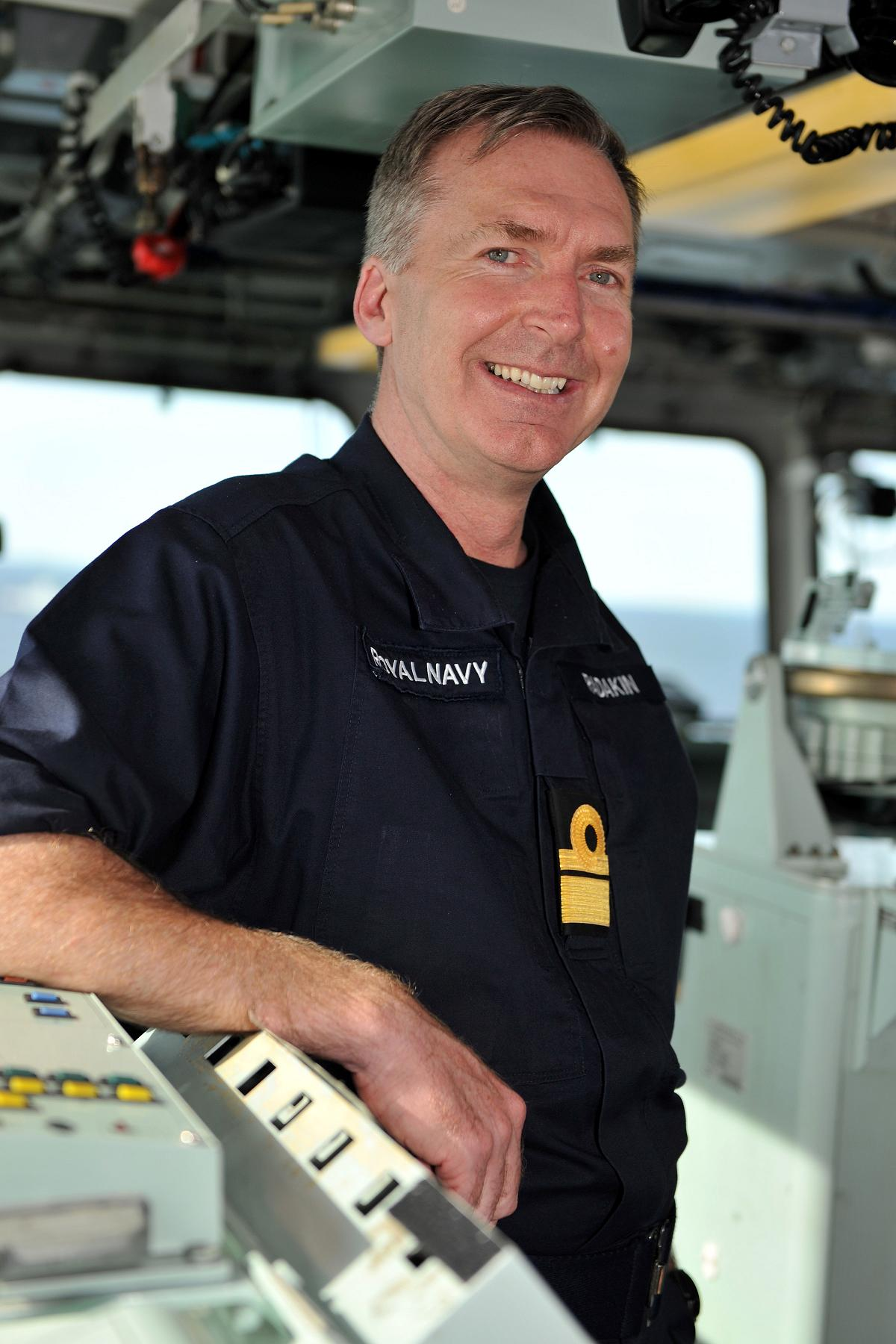
Admirál Tony Radakin

Druhý námořní lord (anglicky The Chief of Naval Personnel & Training and Second Sea Lord, většinou pouze Second Sea Lord (2SL)) je po prvním námořním lordu a veliteli flotily jedním z nejvyšších velitelů v Britském královském námořnictvu. V současnosti plní druhý námořní lord i funkci vrchního velitele Námořního domácího velitelství, čili se jedná o velícího důstojníka v hodnosti admirála, jenž nese odpovědnost za personální, dislokační a organizační otázky v Královském námořnictvu. V současné době funkci druhého námořního lorda vykonává viceadmirál Tony Radakin (jmenován v březnu 2018).
Vlajkovou lodí druhého námořního lorda admirality je HMS Victory, která je zároveň nejstarší lodí na světě, která je stále vedená jako loď v činné službě.